# Marco Fulvio Flacco (console 125 a.C.)
Marco Fulvio Flacco (... – 121 a.C.) è stato un senatore romano e un alleato dei Gracchi.

## Biografia
Nel 132 a.C. Marco Fulvio Flacco preparò un procedimento intentato con Caio Gracco, contro gli assassini di Tiberio Gracco, tra i quali si suppone vi fosse Scipione Emiliano.
Nel 130 a.C., dopo la morte di Appio Claudio e Cracco Muciano, fu scelto come triumviro che completasse il collegio triumvirale assieme a Caio Sempronio Gracco e Papirio Carbone. Eletto triumviro fu incaricato di attuare la legge agraria proposta da Tiberio Gracco, ucciso nel 132 a.C.; questa legge doveva risolvere i problemi della divisione delle terre tra le città alleate.
Nel 129 a.C. fu designato alla commissione agraria. Si schierò con Caio Gracco contro Scipione Emiliano accusato di mire tiranniche.
Nel 125 a.C. eletto console propose una legge secondo la quale, se avesse ottenuto i suffragi del Senato, avrebbe reso di gran lunga meno cruenti i decenni successivi: bisognava, secondo tale proposta, concedere la cittadinanza ai Latini e ai soci Italici che la desiderassero, portando a termine, sia pure in grande ritardo, il piano dell'unificazione etnica e politica dell'Italia. Il Senato rigettò la proposta, ci fu chi lo minacciò, chi lo pregò di ritirare la sua rogazione, ma egli resistette in silenzio. Come poi la sua proposta cadesse non è certo: forse per votazione contraria, forse per mancata sollecitazione del proponente, forse e più probabilmente per il veto del console e collega M.Plauto Hypseo. Vi furono ulteriori scontri con quest'ultimo che si servì di un tribuno della plebe, Giulio Penna, per proporre una rogazione che cacciasse in blocco tutti i "peregrini" dalla città. Fulvio, ancora console, reagì proponendo un'altra legge la quale ammetteva l'appello al popolo per quelli che non volevano mutare la cittadinanza. Fulvio Flacco continuò a far parte del movimento gracchiano e cercò di attirarvi anche il ceto dei cavalieri, ossia degli affaristi.
Nel 124 a.C. fu proconsole in Gallia.
Per impedirgli di mettere in atto la sua proposta fu inviato dal Senato a Massalia (l'odierna Marsiglia) che invocò l'aiuto dei romani contro i Liguri Transalpini, i Celti Voconzi e i Salluvi. L'azione di Fulvio aveva avuto esito così fortunato che tornò a Roma per trionfare su tutti e tre i popoli, all'inizio del 123 a.C.
Verso il giugno del 123 a.C., in accordo con Appiano, andò in Africa per preparare la centuriazione dei terreni dove si sarebbe impiantata la colonia Iunonia, nella seconda metà dell'anno iniziò i lavori per la nuova colonia.
Nel 122 a.C. divenne per la seconda volta tribuno della plebe con Caio Gracco. Sempre nello stesso anno gli ottimati lo accusarono di non aver ancora messo in atto il programma che aveva presentato con la sua legge nel 125 a.C.; lo accusarono anche del sospettato omicidio di Scipione Emiliano, e anche per l'allestimento della colonia Iunonia nell'area maledetta di Cartagine. Non riuscì a farsi rieleggere e ad ottenere un terzo tribunato.
Nel 121 a.C. Fulvio fu a capo delle bande armate dei gracchiani durante la battaglia dell'Aventino, con in tutto tremilacinquecento uomini. Si fortificarono nel tempio di Diana, suo figlio fu inviato a persuadere il Senato con un accordo. Ai gracchiani fu riferito di venire disarmati davanti al popolo, ma rifiutarono. Avvenne la battaglia tra i gracchiani, capeggiati da Fulvio, e le forze armate del Senato. I gracchiani, perduti duecentocinquanta uomini, si sbandarono. Flacco e suo figlio, passando per il tempio della Luna, fuggirono in una casa privata, una volta scovati, vennero strangolati.
Plutarco lo descrive come un agitatore nato. Cicerone descrive Flacco come un oratore non eccelso e commenta che le sue opere lo rivelano più uno studioso di letteratura che un oratore.